# Apandiku
Apandiku is een plaats in de Estlandse gemeente Alutaguse, provincie Ida-Virumaa. De plaats heeft de status van dorp (Estisch: küla) en telt 26 inwoners (2021).
Tot in 2017 lag Apandiku in de gemeente Mäetaguse. In dat jaar werd die gemeente bij de gemeente Alutaguse gevoegd.